# Golden Age of Radio
Golden Age of Radio är den amerikanske artisten Josh Ritters andra album, utgivet 2002.

## Låtlista
1. "Come and Find Me" – 3:52
2. "Me & Jiggs" – 3:07
3. "You've Got the Moon" – 3:12
4. "Lawrence KS" – 4:15
5. "Anne" – 3:42
6. "Roll On" – 4:19
7. "Leaving" – 3:56
8. "Other Side" – 3:27
9. "Harrisburg" – 3:55
10. "Drive Away" – 4:09
11. "Golden Age of Radio" – 3:31
12. "Song for the Fireflies" – 4:29